# 알바브 전투
알바브 전투는 자유 시리아군과 연계된 시리아 반군 및 터키군이 알레포 주의 알바브 북쪽 지역에서 개시한 작전이다. 시리아 민주군은 이와 별도로 알바브 동쪽에서 진군하고 있다. 북부 지역에서의 작전은 이슬람 국가로부터 알바브를 탈환하기 위한 목표를 바탕으로 개시되고 있으며, 터키군의 시리아 내전 개입의 일부이기도 하다.

## 배경
8월 24일 터키는 IS의 점령지인 동시에 쿠르드족 점령지와 유프라테스강을 경계로 하고 있는 자라블루스를 점령했다. 영국 일간지 인디펜던트지는 터키가 자라블루스를 점령함으로써 쿠르드군이 점령한 아프린(Afrin)지역, 그리고 자라블루스와 유프테라스 강을 사이로 대치하는 쿠르드군 점령지를 통제하기 위함이라고 분석했다. 또한 이러한 군사적 행보에 대해 미국과 터키의 관계 악화를 우려하며, 미국과 러시아가 합동 군사작전에 대해 의견을 달리하는 상황에서 터키의 개입은 다방면적인 이해차가 갈등으로 번질 조짐이라 분석했다. 8월 12일 만비즈를 점형한 시리아 민주군과 쿠르드 인민수비대는 자라블루스와 IS가 점령한 알바브로 이동하기 시작했다.
10월 15일 자유시리아군은 다비크에서 IS를 몰아냈고 10월 16일 시리아 국경도시 다비크에서 IS에 승리한 터키는 다음 군사작전 목표로 IS 수뇌부 거점으로 통하는 관문인 알바브를 지목했다. 알바브는 IS의 수도격인 락까로 통하는 길목에 있는 도시로, 터키-시리아 국경에서 남쪽으로 약 30km, 시리아 최대도시 알레포로부터 북동쪽으로 약 50km 떨어져 있는 전략상 요충지이다. 미국은 시리아 IS 격퇴전의 주력인 쿠르드 인민수비대를 앞세워 알바브, 나아가 락까로 진격하는 구상을 하는 것으로 알려졌다. 에르도안 터키 대통령은 알바브를 IS로부터 탈환하고 알바브 동쪽 만비즈에 남아 있는 쿠르드 민병대를 몰아내겠다고 여러 번 말했다. 미국은 터키군의 알바브 진격에 공개적으로 반대의사를 표명했다.
터키는 쿠르드족이 시리아 북부와 이라크의 쿠르드 자치주를 점령하고 독립을 추진하는 상황에서 쿠르드족의 확장을 막고 동쪽 만비즈에 남아있는 쿠르드 민병대를 몰아내기 위해선 IS 근거지 알바브를 장악해야 했다. 또한 알바브를 차지하면 IS의 수도 락까 진격에 있어 유리한 고지를 점할 수 있었기 때문이다.
서부 알바브 공세 이후, 반군은 시리아 민주군과의 접촉을 피하기 위해 알바브의 서쪽 교외에 초점을 맞추었고, 알바브 북쪽에 있는 ISIL에 맞서 공세를 개시했다.

## 공세
2016년 11월 6일부터 14일까지 반군은 36개의 마을을 점령하고 알바브로부터 북쪽으로 2km 떨어진 지점까지 도달했다. 시리아 민주군은 알바브 동쪽의 7개 마을을 점령하여 아리마 지역을 포위하고자 했다.
11월 14일 반군은 알바브 북쪽의 교외지역에 진입하고자 했으나 강력한 저항에 직면했다. 반군은 마을로부터 북쪽으로 2km 떨어진 지점인 가축 시장에서 힘겨운 전투를 벌였다. 이 무렵 알바브는 북쪽과 북서쪽이 포위되었고, ISIL의 남아있는 세력들은 IS가 점령한 다이르하피르를 통해 락까로 철수할 수 밖에 없었다. 저녁이 되자 반군은 자피라 로터리를 점령하고 알바브 북쪽에 몇몇 건물들을 향해 공격하였지만 이들은 도시 전체의 5%만을 통제하고 있었다. 그러나 다음 날 반군은 도시 북쪽으로 다시 철수할 수 밖에 없었다. 그러던 중 반군은 알바브 북쪽의 카바진이라는 마을을 점령했다. 터키군은 11월 18일부터 작전에 참여했고, 이 때 자유 시리아군은 알라이 구역의 카라다크 지역에 있는 5개의 마을을 점령했고, 80개의 IS 및 시리아 민주군 거점을 공격했다. 11월 19일 ISIL은 카바진을 탈환하고 인근 지역을 다시 통솔했다. 이것은 이전 4일 동안 벌어진 전투의 판세를 다시 되돌려놓았다.
11월 20일 반군은 카바진 일대에서 2개의 반격을 감행했지만 둘다 격퇴되었다. 다음날 반군은 알바브에서 시리아 민주군이 점령한 셰이크 나시르를 향해 공격을 감행해 오전 중으로 도시를 포위하려 했지만 오후에 시리아 민주군의 반격으로 패배했다. 11월 22일부터 23일까지 카바진은 두 번이나 주인이 바뀌었지만 결국 ISIL이 도시를 차지하였다. 11월 23일 시리아 민주군은 아리마를 점령했다. 이에 맞서 터키군은 아리마 일대에 포탄을 발사했다. 11월 24일 터키군에 따르면 시리아 공군이 터키 특수부대와 터키가 지원하는 반군이 있는 북부 알바브에 폭격을 가해 3명의 터키군이 전사하고 10명이 부상을 입었다. 터키 관계자는 초기에 이것이 시리아 공군의 공격이라고 주장했다. 그러나 친 반군단체인 시리아 인권 관찰 위원회는 그것이 공습이 아닌 ISIL의 자살 공격이라고 주장했다. 추가적으로 ISIL이 그들 스스로 그 지역에 자살 공격을 수행했다고 인정했다. 이후 터키 총리는 공습에 대해 보고하라고 언급했지만, 공화인민당의 당수 케말 키를리도우는 터키 정부에게 상식적으로 행동하라고 주장했다. 이 날, 시리아 정부군의 지원을 받은 시리아 민주군은 알바브 서쪽에 있는 ISIL이 점령한 마을을 탈환해 알바브에서 10km 이내까지 진입하였다. 반군도 알바브 동쪽의 2개 마을을 점령해 최초로 만비지와 알바브를 잇는 주요 도로에 도달했다.

## 같이 보기
- 모술 전투 (2016년)
- 북부 락까 공세 (2016년 11월)